# Este
För andra betydelser, se Este (olika betydelser).
Este är en stad och kommun i provinsen Padova i regionen Veneto i norra Italien. Kommunen hade 16 280 invånare (2018) och gränsar till kommunerna Baone, Carceri, Lozzo Atestino, Monselice, Ospedaletto Euganeo, Sant'Elena, Vighizzolo d'Este och Villa Estense.  